# Pata Mole
Pata Mole är en ort i Mexiko.   Den ligger i kommunen Acajete och delstaten Veracruz, i den sydöstra delen av landet, 220 km öster om huvudstaden Mexico City. Pata Mole ligger 2 633 meter över havet och antalet invånare är 105.
Terrängen runt Pata Mole är huvudsakligen kuperad, men söderut är den bergig. Terrängen runt Pata Mole sluttar brant österut. Runt Pata Mole är det ganska tätbefolkat, med 90 invånare per kvadratkilometer. Närmaste större samhälle är Xalapa, 16,1 km öster om Pata Mole. I omgivningarna runt Pata Mole växer i huvudsak blandskog.